# Zweispringerspiel im Nachzuge
|   | a | b | c | d | e | f | g | h |   |
| 8 |   |   |   |   |   |   |   |   | 8 |
| 7 |   |   |   |   |   |   |   |   | 7 |
| 6 |   |   |   |   |   |   |   |   | 6 |
| 5 |   |   |   |   |   |   |   |   | 5 |
| 4 |   |   |   |   |   |   |   |   | 4 |
| 3 |   |   |   |   |   |   |   |   | 3 |
| 2 |   |   |   |   |   |   |   |   | 2 |
| 1 |   |   |   |   |   |   |   |   | 1 |
|   | a | b | c | d | e | f | g | h |   |

Das Zweispringerspiel im Nachzuge nach 3. … Sg8–f6
Beim Zweispringerspiel im Nachzuge handelt es sich um eine Eröffnung des Schachspiels, die in mehrere Varianten unterteilt wird. Das Zweispringerspiel im Nachzuge zählt zu den Offenen Spielen und ist in der Eröffnungssystematik der ECO-Codes unter den Schlüsseln C55–C59 klassifiziert.
Das Zweispringerspiel im Nachzuge beginnt mit den Zügen 1. e2–e4 e7–e5 2. Sg1–f3 Sb8–c6 3. Lf1–c4 Sg8–f6

## Geschichte
Der Name Zweispringerspiel im Nachzuge bedeutet, dass der Nachziehende zu Beginn der Partie nach der Entwicklung des Königsbauern zuerst seine beiden Springer entwickelt und damit einen Gegenangriff auf den Punkt e4 startet.
Die älteste Analyse dieser Eröffnung stammt vom italienischen Meister Giulio Cesare Polerio aus dem Jahre 1560. In der ersten Hälfte des 19. Jahrhunderts erfolgten erneute Untersuchungen durch die Berliner Schule, allen voran Paul Rudolph von Bilguer. Das Zweispringerspiel im Nachzuge wurde deshalb in der Schachliteratur früher auch als Preußische Verteidigung bezeichnet.

## Varianten
- 4. Sb1–c3

Die Deckung des Bauern mit 4. Sb1–c3 ermöglicht das Scheinopfer 4. … Sf6xe4, mit dem Schwarz Raumvorteil im Zentrum erlangen möchte. Nach 5. Sc3xe4 gewinnt der Schwarze mit der Bauerngabel d7–d5 die Figur zurück. 
Nach der weißen Hauptfortsetzung 4. Sf3–g5 (mit Angriff auf den schwächsten Punkt im schwarzen Lager: f7) scheitert dieses Opfer (4. … Sf6xe4) an 5. Lc4xf7+ Ke8–e7 6. d2–d4 mit weißem Vorteil. Weniger gut ist die Springergabel 5. Sg5xf7, da Schwarz durch Dd8–h4 mit Angriff auf f2 Gegenspiel organisiert, z. B.: 6. 0–0 Lf8–c5. 
- 4. Sf3–g5[1]

Die gebräuchlichste schwarze Entgegnung auf 4. Sf3–g5 lautet sofort d7–d5, wonach das Spiel nach 5. e4xd5 in die Preußische Partie übergeht. 4. … Lf8–c5 ergibt den zweischneidigen Traxler-Gegenangriff.  
- 4. d2–d4[2]

Nach 4. d2–d4 e5xd4 5. 0–0 Lf8–c5 6. e4–e5 geht die Partie in den Max-Lange-Angriff über. Dieses Abspiel kann Schwarz mit der Anti-Lange-Variante vermeiden: 5. ... Sf6xe4 6. Tf1–e1 d7–d5 7. Lc4xd5 Dd8xd5 8. Sb1–c3 Dd5–a5 9. Sc3xe4 mit ungefähr ausgeglichenem Spiel.
- 4. d2–d3

die moderne Variante führt nach Lf8–c5 in die Italienische Partie.

## Eröffnungsfallen und Kurzpartien

### 1. Kurzpartie
Die nachfolgende Falle, auch Canal-Falle genannt, entstammt einer Partie von 1923, in der Canal gegen Johner in Triest antrat.
4. d2–d4 e5xd4
5. 0–0 Sf6xe4
6. Tf1–e1 d7–d5
7. Sb1–c3
Dieser Falle entgeht man recht leicht durch 7. … dxc3!
7. … d5xc4
8. Te1xe4+ Lc8–e6?
Hier wäre Le7! notwendig gewesen.
9. Sf3xd4 Sc6xd4
10. Te4xd4 Dd8–c8
11. Lc1–g5 Lf8–d6
12. Sc3–e4 0–0
13. Se4–f6+
Weiß gewann.

### 2. Kurzpartie
Hier eine Partie zwischen Andrews und Jansens:
4. d2–d4 e5xd4
5. 0–0 Lf8–e7
6. Sf3xd4 Sc6xd4
7. Dd1xd4 d7–d6
8. f2–f4 b7–b6?
Schwarz stellt eine Falle auf, in die er selber tappen wird.
9. e4–e5 d6–d5
10. Lc4–b5+ Lc8–d7
11. e5xf6!! Le7–c5
12. Tf1–e1+ Ke8–f8
13. f6xg7+ Kf8–g8
14. g7xh8D#
(falls 13. … Ke8 folgt 14. gxh8D+ Kd7 15. Dxd5+ Ld6 16. Dhe5 c6 17. Ddxd6+ Kc8 18. Dxd8+ Kb7 19. Dec7+ Ka6 20. Dxb6+ axb6 21. Dxa8#)